# Coenagrion
A légivadász (Coenagrion) az egyenlő szárnyú szitakötők (Zygoptera) alrendjében a légivadászok (Coenagrionidae) családjának névadó neme.

## Rendszertani felosztása
- Coenagrion aculeatum
- Coenagrion adelais
- Coenagrion amurense
- Coenagrion angulatum
- Coenagrion antiquum
- Coenagrion armatum
- Coenagrion australocaspicum
- Coenagrion bartenevi
- Coenagrion bifurcatum
- Coenagrion brevicauda
- Coenagrion caerulescens
- Coenagrion castellani
- Coenagrion chusanicum
- Coenagrion dorothaea
- Coenagrion ecornutum
- Coenagrion elegantulum
- Coenagrion exornatum
- Coenagrion glaciale
- lándzsás légivadász (Coenagrion hastulatum) – Magyarországon védett; természetvédelmi értéke 2000 Ft
- Coenagrion holdereri
- csíkos légivadász (Coenagrion hylas)
- Coenagrion intermedium
- Coenagrion interrogatum
- Coenagrion johanssoni
- Coenagrion kashmirum
- Coenagrion lanceolatum
- Coenagrion lehmanni
- holdkék szitakötő (Coenagrion lunulatum) – Magyarországon védett; természetvédelmi értéke 2000 Ft
- Coenagrion lyelli
- Coenagrion melanoproctum
- Coenagrion mercuriale
- díszes légivadász (Coenagrion ornatum) – Magyarországon védett; természetvédelmi értéke 2000 Ft
- Coenagrion persicum
- Coenagrion ponticum
- szép légivadász (Coenagrion puella)
- gyakori légivadász (Coenagrion pulchellum)
- Coenagrion pygmaea
- Coenagrion resolutum
- ritka légivadász (Coenagrion scitulum) – Magyarországon védett; természetvédelmi értéke 2000 Ft
- Coenagrion simillimum
- Coenagrion sophia
- Coenagrion striatum
- Coenagrion syriacum
- Coenagrion tengchongensis
- Coenagrion terue
- Coenagrion tugur
- Coenagrion vanbrinkae